# Colpochila setifera
Colpochila setifera är en skalbaggsart som beskrevs av Britton 1986. Colpochila setifera ingår i släktet Colpochila och familjen Melolonthidae. Inga underarter finns listade i Catalogue of Life.